# Megachile abnormis
Megachile abnormis är en biart som beskrevs av Mitchell 1930. Megachile abnormis ingår i släktet tapetserarbin, och familjen buksamlarbin. Inga underarter finns listade i Catalogue of Life.